# Национальное итало-румынское культурное и экономическое движение
Национальное итало-румынское культурное и экономическое движение (рум. Mişcarea Naţională Culturală şi Economică Italo-Română) или Национальное итало-румынское фашистское движение (Mişcarea Naţională Fascistă Italo-Română) — фашистское движение в Румынии начала 20-х годов XX века.
Движение было создано в 1921 году журналисткой Еленой Бакалоглу. Её муж, итальянец, был знаком с Бенито Муссолини. Группа заимствовала идеи итальянского фашизма и подчёркивала тесные этнические связи между итальянцами и румынами. В движении состояло всего лишь около 100 членов. Распущено в 1923 году, когда произошло объединение с Румынской национальной фасцией для формирования Национального фашистского движения.